# Corrupção no Iêmen
A corrupção no Iêmen (português brasileiro) ou Iémen (português europeu) é um problema muito sério. O Iêmen é o país mais corrupto da região do Golfo Pérsico. É também o país mais pobre do Oriente Médio, “com uma taxa de natalidade excepcionalmente alta, taxas agudas de desnutrição infantil e reservas cada vez menores de petróleo e água.” No Iêmen, segundo a Chatham House, “corrupção, pobreza e desigualdade são sistêmicas”; nas palavras do Carnegie Endowment for International Peace, a atividade corrupta é “tão arraigada e difundida” que muitos cidadãos se sentem impotentes. Na ausência de qualquer “sistema de controle e responsabilização”, a corrupção está agora presente em todas as esferas públicas e privadas, tanto que, nas palavras do Banco Mundial, “as redes de orcamento e patronagem estão administrando os assuntos públicos do país”. A corrupção generalizada resultou em governos fracos e em “blocos de poder corruptos que controlam os recursos públicos”. Como consequência da corrupção no serviço civil, há um grande número dos chamados trabalhadores fantasmas. A corrupção nos setores de energia, comunicações e saúde e educação resultou em serviço inadequado ou nenhum serviço. Jane Marriott, embaixadora da Grã-Bretanha no Iêmen, afirmou em dezembro de 2013 que a corrupção no Iêmen era tão difundida que estava interferindo na segurança e a economia da nação. Ela também observou que a corrupção institucionalizada de tão grande escala desencoraja o desenvolvimento e a inovação. O Índice de Percepção da Corrupção de 2016 da Transparency International classifica o país em 175º lugar entre 180 países.

## Governo

### Nepotismo
Hoje, apesar das mudanças ocorridas, a economia do Iêmen é criticada por ainda ser dominada por uma minúscula elite formada por líderes militares, tribais, políticos e empresariais, com cerca de dez famílias e grupos de associados comerciais controlando mais de 80% da população do país, importação, fabricação, processamento, bancos, telecomunicações e transporte de mercadorias. O futuro do Iêmen, declarou um relatório de 2013 da Chatham House, será determinado por “se a elite continua mais preocupada com as ameaças de facções rivais dentro da elite ou se prioriza sua resposta à raiva popular decorrente do fracasso na alocação mais ampla de recursos."
Segundo o Programa Alimentar Mundial, “mais de 10 milhões de iemenitas - 46% da população - não têm o suficiente para comer”, um problema que é agravado pelo “comportamento auto-enriquecedor das elites do país, que estão esgotando os recursos do Iêmen, enviando lucros ilicitamente ganhos e não tributados para o exterior, e frequentemente resistindo ativamente às reformas estruturais necessárias”.